# Сокровищница Ахенского собора
Сокровищница Ахенского собора (нем.  Aachener Domschatzkammer) — музей римско-католической епархии Ахена. В нём собраны ценные церковные произведения искусства эпохи Средневековья. В 1978 году Ахенский собор и его Сокровища стали первыми немецкими памятниками, внесёнными в список объектов всемирного наследия ЮНЕСКО. В ней собраны произведения позднего античного, каролингского, оттоновского, гогенштауфенского периодов и готики. Сокровища выставляют в монастыре Ахенского собора.

## Общая характеристика коллекции
В 1995 году сокровищница была полностью переоборудована в соответствии с новейшими музейно-педагогическими знаниями о консервации.
На площади порядка 600 м² размещено более сотни произведений искусства, разделенных на пять тематических разделов.
Одной из концептуальных областей является документальное оформление собора как церкви Карла Великого. Позолоченный бюст Карла Великого в стиле поздней готики, образец для бесчисленных более поздних реликвариев, стоит в центре этой секции. Здесь же находятся саркофаг Персефоны и римский мраморный саркофаг начала III века, в котором был похоронен Карл Великий.
Среди предметов, связанных с Карлом Великим, есть олифант XI века («Сарацин») из Южной Италии или с востока, который долгое время считался охотничьим рогом Карла Великого. Есть также так называемый охотничий нож Карла Великого, датируемый VIII веком. Этот нож и Петрусмессер (Petrusmesser) из Сокровищницы Бамбергского собора — самые известные средневековые ножи.
В отличие от других подобных предметов, найденных при проведении археологических раскопок, эти ножи всегда были «на виду». Охотничий нож из дамасской стали классифицируется как англосаксонский или эпохи викингов. Ножны датируются примерно XI веком и имеют надпись на древнеанглийском: BRHTZIGE MEC FECID (Brythsige сделал меня).
Второй раздел содержит предметы, связанные с литургией, в том числе Крест Лотаря, который по сей день используется в особых случаях), Ахенский алтарь, Евангелие из сокровищницы Каролингов — иллюстрированный рукопись, настоящий средневековый шедевр. Кроме того, здесь представлены изделия ювелира Ганса фон Ройтлингена в стиле поздней готики.
Предметы, которые использовались в Ахене во время коронаций императоров Священной Римской империи в период с 936 по 1531 годы относятся к третьей тематической категории. Сюда входят: работа из слоновой кости — situla, богато украшенный сосуд для святой воды, изготовленный в Трире XI века, а также образец своего периода — оттоновское Евангелие Лотаря.
Реликвии собора и сокровища, связанные с паломничеством в Ахенский собор как церковь во славу — Святой Марии входят в четвертый и пятый разделы. В сокровищнице хранятся так называемые венгерские пожертвования, а также картины с изображением Святой Марии и скульптуры Богородицы. Ювелирные изделия, переданные жертвователями и меценатами (часто духовенством) в сокровищницу Собора, выставлены на витринах.
Предметы из богатой коллекции текстиля находятся в подвале и постоянно выставляются, а главным предметом экспозиции текстиля является коронационный плащ Каппа Леонида (около 1520 г.), ошибочно названный плащом Папы Льва III.

## История

### Сокровищница
«С тех пор я видел все королевское чудо, [я знаю, что] ни один живой не видел более удивительного»,- писал Альбрехт Дюрер в своем путевом дневнике во время своего путешествия в Ахен в 1520 году по случаю коронации в императора Карла V. Каким-то чудом уникальная коллекция, самая важная к северу от Альп, сохранилась до наших дней в соборе, имея первозданный вид. Его особое положение связано с тем, что в Ахенском соборе между 936 и 1531 годами проходили коронации тридцати римских королей. Только после помазания в Ахене правитель мог быть коронован как император Священной Римской империи в Риме. Бесчисленные драгоценные предметы поступали в коллекцию как королевские пожертвования, другие были неотъемлемой частью церемоний коронации.

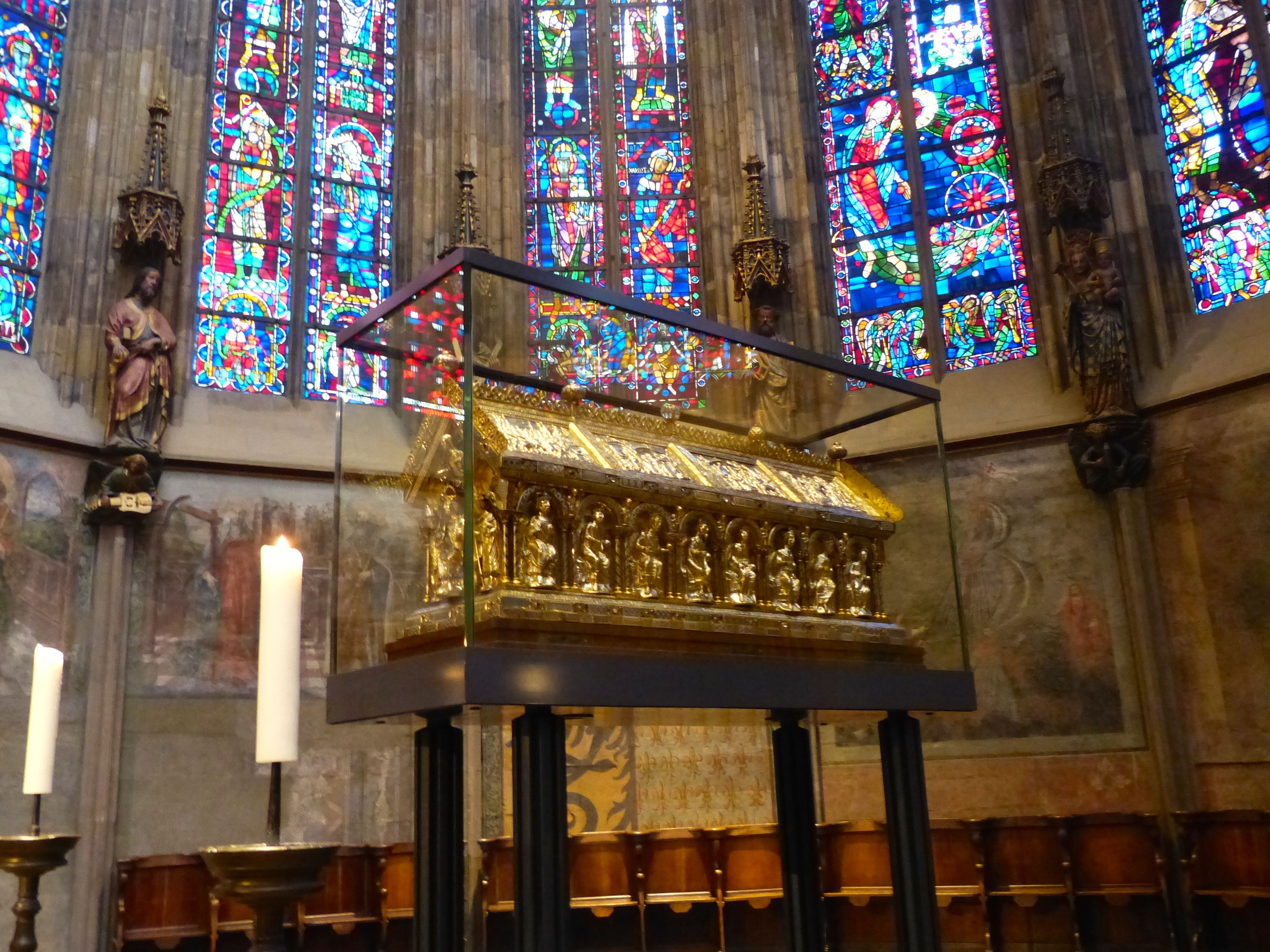
Саркофаг Карла Великого. Ахен

Коллекция росла на протяжении веков, и она имела бурную историю. Сокровища были вывезены во время Тридцатилетней войны и снова в 1794 году, когда войска революционной Франции заняли Ахен и включили его в департамент в Рёр. В августе того же года сокровища, были доставлены в Коллегиум Либорианум, монастырь капуцинов в Падерборне, где три предмета Императорских регалий, до сих пор находившихся во владении Соборного колледжа (каролингские коронационные Евангелия, Сабля Карла Великого и Кошелек Святого Стефана) были отделены и доставлены в Вену. С тех пор Императорские регалии из Ахена хранились в Императорской сокровищнице в Вене. Споры о праве собственности на эти предметы продолжаются по сей день.

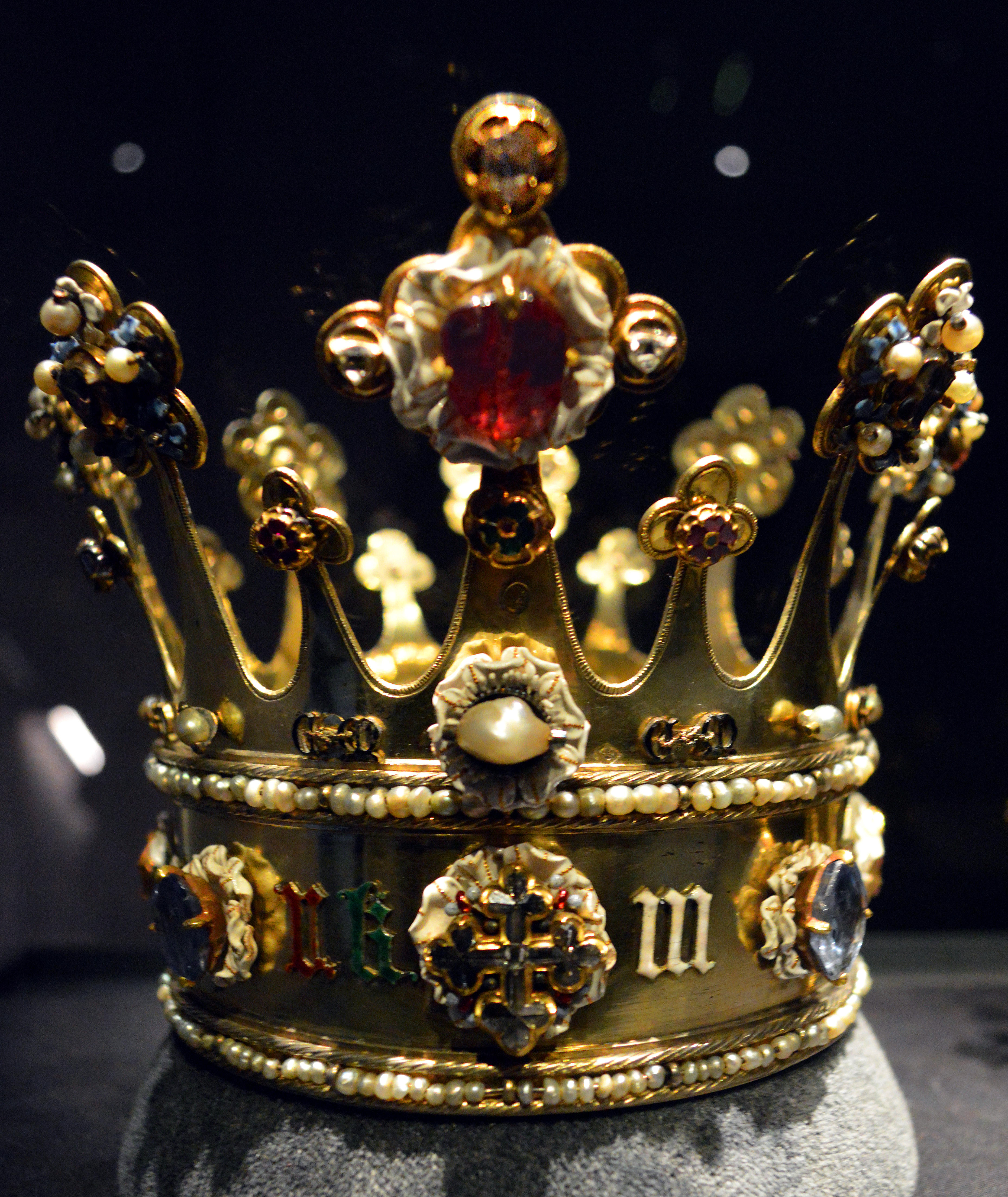
Корона Маргариты Йоркской. Англия. Около 1461 г. Хранится в Сокровищнице Ахенского собора

В 1804 году Марк-Антуан Бердоле, первый епископ Ахена, подарил две части коллекции императрице Жозефине во время её посещения Аахена в знак благодарности за возвращение сокровищ в Ахен, организованное её мужем Наполеоном Бонапартом. Из этих даров реликварий Штауфена сейчас находится в Лувре в Париже, а Талисман Карла Великого — в сокровищнице Реймского собора.
К концу Первой мировой войны Сокровищница снова была доставлена в Падерборн из-за неизбежных воздушных налётов. Была возвращена в Ахен в 1922 году.
В начале Второй мировой войны казначейство было перевезено во дворец Бюкебург вместе с сокровищами других церквей епархии и музея Сурмондта-Людвига. Однако вскоре дворец оказался непригодным для хранения столь важных произведений искусства. Поэтому в 1941 году по приказу Генриха Гиммлера был составлен список «предметов, важных для рейха, и предметов, не важных для рейха», и четырнадцать «предметов, важных для рейха» были доставлены в Альбрехтсбург в Мейсен. Это Саркофаг Карла (Karlsschrein), Саркофаг Марии (Marienschrein), бюст Карла, Крест Лотаря, предметы из слоновой кости, старинные рукописи, и две большие готические реликварии (Карла Великого и Три башни). Остальная часть коллекции была отправлена обратно в Ахенский собор, где они были тщательно замурованы в южной башне Вестверка. По настоянию рейхсконсерватора (хранителя) Роберта Хике и провинциального консерватора (хранителя) Франца Вольфа-Меттерниха, которые были в тесном контакте с капитулом Собора и гражданской администрацией, предметы, хранившиеся в Альбрехтсбурге, были доставлены в Зиген 13 сентября 1944 года (в то время как граждане, оставшиеся в Ахене, были эвакуированы в Тюрингию) и хранились там, в тоннели Хайн (вместе с сокровищницей Эссенского, Трирского соборов, являются наиболее ценными экспонатами рейнских музеев и деревянных дверей церкви Святой Марии).
В пасхальный понедельник 1945 года молодой викарий Эрих Стефани в сопровождении американского офицера по охране искусства Уокера Хэнкока отправился в Зиген, чтобы осмотреть шесть ящиков с хранящимися сокровищами. 7 мая он снова отправился в Зиген, чтобы вернуть Сокровища собора в Ахен. Однако доставка была отложена из-за подписания в тот день капитуляции вермахта. Коллекция была возвращена только 26 мая благодаря Хэнкоку, который предотвратил их переезд в Марбург, погрузил сокровища, копии Императорских регалий и деревянные двери Святой Марии в грузовик без разрешения и перевез их в Ахен и Кёльн.

### Новые помещения
До 1979 года Сокровищница собора размещалась в комнате площадью в 90 м² времён Каролингов в восточной стороне монастыря. В 1975 году, учитывая важность сокровищницы Ахенского собора, Федеральное министерство регионального планирования, строительства и городского развития решило построить испытательный бункер для защиты артефактов. Поскольку только короткий путь мог гарантировать безопасность в чрезвычайной ситуации, капитул собора решил построить новую сокровищницу на западной стороне монастырей в непосредственной близости от бункера. Планировка и строительство собора продвигалось в период времени с 1975 по 1979 год. В 1979 году новый выставочный зал сдан в эксплуатацию. Предметы были представлены публике в хронологическом порядке, в трёх залах площадью 490 м². Однако со временем проявились технические недостатки, которые ставили шедевры под угрозу. Поэтому в 1995 году была создана новая система, соответствующая требованиям сохранения сокровищ, их безопасности и техническим требованиям.